# HALO Trust
Організація життєзабезпечення небезпечних територій або HALO Trust (англ. Hazardous Area Life-support Organization — HALO ) — неполітична, нерелігійна, неурядова британська благодійна та американська некомерційна організація, яка проводить гуманітарне розмінування — усуває загрози вибухонебезпечних залишків війни: знаходить вибухонебезпечні предмети, позначає території, складає мапи, очищає від вибухонебезпечних предметів, що не вибухнули (ВНВ) в колишніх зонах бойових дій, зокрема мін-пасток,  здійснює зв'язок з громадами з питань протимінної діяльності. Організація має близько 10 000 демінерів у всьому світі. Місцевий персонал становить 98 відсотків.
Штаб-квартира HALO Trust знаходиться у місті 
Торнхілл 
(область Дамфріс-і-Галловей), Шотландія, Велика Британія.

HALO має офіс в Солсбері (Вілтшир), Велика Британія, і офіси зв'язку у Вашингтоні (округ Колумбія), США та Брюсселі (Бельгія).

## Історія
Організація заснована в 1988 році Гаєм Віллоубі (англ. Guy Willoughby) та Коліном Кемпбеллом Мітчеллом (англ. Colin Campbell Mitchell, 1925—1996), колишнім членом Парламенту Сполученого Королівства, підполковником британської армії, та його дружиною Сью Мітчелл.
Стрижнем HALO Trust стали експерти з колишніх військових, здебільшого Британської армії. 
Найбільша операція HALO відбувається в Афганістані, де організація виступає партнером-реалізатором Програми протимінної діяльності в Афганістані (англ. MAPA). 

Гай Віллоубі у 2009 році отримав благодійну «Премію Роберта Бернса» (англ. Robert Burns Humanitarian Award).
В організації працює велика кількість набраного та навченого персоналу на місцях.
HALO Trust почала активно працювати у всьому світі: Гватемала, Колумбія, Ангола, Мозамбік, Сомалі, Лівія, Камбоджа, М'янма, Шрі-Ланка, Лаос, Афганістан, Ірак, Ємен, Сирія, Грузія, Азербайджан, Чеченя, Косово, Україна.

## Підтримка та фінансування
Бюджет HALO Trust становить близько 84 мільйона фунтів стерлінгів у 2020 році (приблизно 118 мільйонів доларів). Організація отримує підтримку від уряду Великої Британії та інших урядів світу, включаючи Фінляндію, Норвегію, Німеччину, Нідерланди, Ірландію та Нову Зеландію.

## Нагороди
У 2012 році The HALO Trust було визнано загальним переможцем премії «Благодійність» (англ. Charity Awards 2012) від засобів масової інформації.

## Очільники
У лютому 2015 року Джеймса Майкла Кована (англ. James Michael Cowan) було призначено головним виконавчим директором The HALO Trust. Кован — офіцер британської армії з 33-річною армійською кар'єрою, який командував 3-ю британською дивізією.
Джеймс Кован замінив Гая Віллоубі, що звільнився з посади генерального директора HALO Trust 11 серпня 2014 року  
після «погіршення відносин між ним та правлінням».

## Європа

### Косово
Здебільшого, замінування Косова відбувалось у 1999 році, переважно армією колишньої Соціалістичної Федеративної Республіки Югославії, а також Армією визволення Косова. Крім багатьох вибухонебезпечних предметів (ВНВ), що лишилися після конфлікту, в результаті бомбардування НАТО в 1999 році в Косові зісталися касетні боєприпаси, що не вибухнули.
Організація The HALO Trust брала участь в програмі ООН з розмінування та очищення району минулих бойових дій у період між 2004 та 2006 роками, та проводила загальнонаціональне опитування у 2006 та 2007 роках. Це дослідження виявило 126 областей, які все ще потребують очищення, — що більше за 46 зон, що були зафіксовані у національній базі даних. HALO Trust розпочала третій етап операцій з очищення в травні 2008 року.
Загалом, починаючи з 1999 року, HALO звільнила понад 38 гектарів (94 акри) земель, забруднених мінами, та 1263 гектари (3120 акрів) земель, забруднених касетними боєприпасами. У процесі HALO знищила 4330 мін та 5377 елементів касетних боєприпасів та інших ВНВ.
Боєприпаси, що не вибухнули, заважають інфраструктурним проєктам, і HALO знайшла та знищила касетні боєприпаси задля розширення доріг. Іноді очищення територій не встигає за будівництвом, і принаймні один касетний боєприпас був виявлений дорожньо-будівельною групою в 2010 році.

### Кавказ

#### Грузія
Співробітники HALO Trust здійснюють розмінування як у власне Грузії, так і у відокремленому регіоні — Абхазії.

#### Чечня
У 1997 році організація HALO Trust почала працювати в Чечні, навчаючи чеченців усувати наземні міни, що були встановлені у війні 1994—1996 років між Чечнею та Російською Федерацією. Справа зупинилася після того, як почалася друга війна у 1999 році, коли чотири демінери були вбиті ракетною артилерією. РФ звинуватила HALO у наданні «повстанцям» військової підготовки, проте представники HALO спростували це звинувачення, заявив, що вони забезпечували лише стандартну підготовку з питань гуманітарного розмінування.

### Україна
В Україні HALO Trust з 2015 року та Благодійна організація «Благодійний  фонд «ХАЛО Траст Україна», заснована у березні 2016 році, беруть участь у розмінуванні окремих районів Донецької і Луганської областей в зоні російсько-українського протистояння внаслідок бойових дій війни на сході України.
З 2015 року діяльність HALO Trust в Україні фінансували Нідерланди, Бельгія, Швейцарія, Чехія, Велика Британія, США, Європейський Союз, Німеччина, Норвегія та Фінляндія.
Керівник ХАЛО Траст Україна змінювався у липні 2016 року та у лютому 2020 року директором став Робінсон Тобіас Річард Гарріхілл.
Від замінування мирні мешканці найбільше страждали у 2015 році. 
У 2017 році «Україна посіла третє місце у світі за забрудненням територій мінами й перше місце — за кількістю людей, які загинули через вибухи мін».
З 2016 року за чотири роки організація очистила 25 % обстежених ділянок. Розмінувала більше п'яти з половиною мільйонів квадратних метрів територій, що контролює уряд України, сприяла знищенню більше трьох тисяч вибухонебезпечних предметів, — знешкоджувати вибухонебезпечні предмети в Україні можуть лише визначені державні структури.
Особливістю розміновування в Україні є велика кількість протитранспортних мін.
З листопада 2020 року Державна служба України з надзвичайних ситуацій (ДСНС) з БО «БФ ХАЛО Траст Україна» розпочали реалізацію чергового спільного проєкту «Гуманітарна протимінна діяльність на сході України».
Після початку широкомасштабної війни РФ проти України ГО «Асоціація саперів України» повідомила, що на 21 березня 2022 року за попередніми розрахунками орієнтовна загальна площа небезпечних територій (підозрювані та підтверджені райони), які забруднені вибухонебезпечними предметами, складає щонайменше 82 525 квадратних кілометрів, що складає 13,6 % території України. Складності додають міні-пастки — протипіхотні фугасні міни ПФМ-1 «Лєпєсток»: міни зазвичай зеленого кольору, довжина 12—14 см, ширина 5—6 см. Ураження людини завдається через травматичне пошкодження нижньої кінцівки. Вибух здійснюється в момент наступання на датчик. Через незвичну форму пластикового корпусу діти нерідко сприймають міну як іграшку, й дістають важких поранень або гинуть.
Армія США погодилася надати одного зі своїх двох роботизованих собак — робота Spot від Boston Dynamics, щоб допомогти HALO Trust в Україні з розмінуванням територій на Київщині.